# 异色菊
异色菊（学名：Dendranthema dichrum）为菊科菊属的植物，为中国的特有植物。分布在中国大陆的河北等地，一般生于山坡，目前尚未由人工引种栽培。